# Єврейський квартал (Скоп'є)

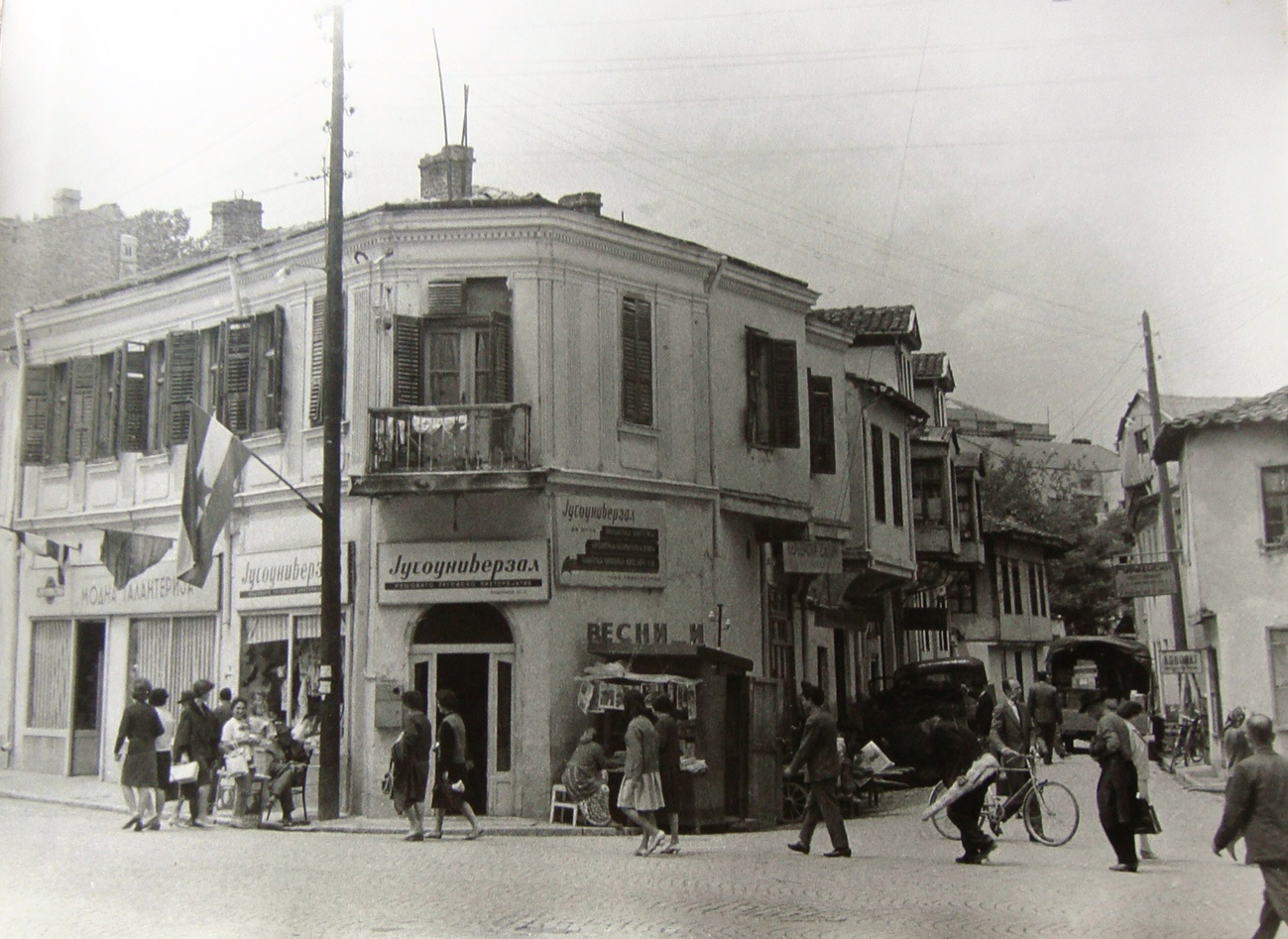
Єврейський квартал Скоп'є

Єврейський квартал (мак. Еврејско маало) — район Скоп'є, розташований біля підніжжя фортеці, на березі річки Вардар, поруч із районом Пайко.

## Історія
Квартал був одним з найстаріших єврейських поселень в регіоні. В період османського правління турки називали район «Яхуди-хана». Точне місце розташування тодішнього району втрачене. Після пожеж, землетрусів, повеней і воєн деталі старої забудови району не збереглися. 

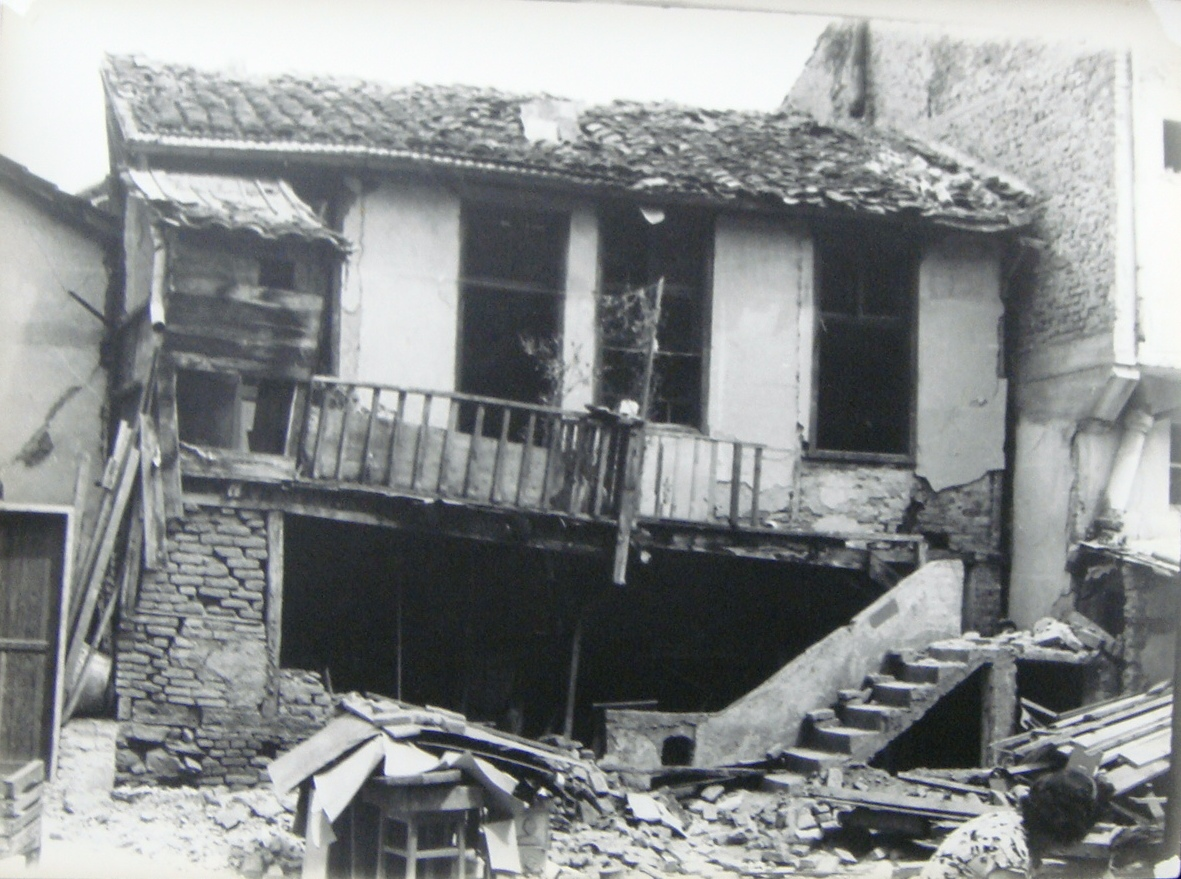
Наслiдки землетрусу ,1963

В османський період євреї мали право жити у всіх районах міста. З рабинської літератури відомо, що стіни навколо району були зведені самими євреями більше з моральних причин і для запобігання проникнення в район турецьких поселенців, ніж для захисту. До XIX століття це був один з найбідніших кварталів Скоп'є. У міру зростання добробуту єврейських жителів стало з'являтися все більше будівель європейської архітектури, які змінили вигляд кварталу, особливо тієї його частини, яка прилягала до річки Вардар. З літератури відомо, що в районі була головна вулиця, від якої відходило безліч маленьких вуличок і провулків. На території району був зведений Національний театр (1921—1927) і міський муніципалітет, зруйнований землетрусом 1963 року. У кварталі функціонувало щонайменше два бари.
Життя району припинилася після того, як 11 березня 1942 року болгарська влада депортувала всіх євреїв Македонії в транзитний табір, а в березні 1943 року у Треблінку. Єврейське майно було конфісковано.
Після руйнівного землетрусу 1963 року руїни району були знесені, а його територія забудована звичайними вулицями та міжміською автобусною станцією. У 2011 році на території району було завершено зведення Музею Голокосту македонських євреїв.